# Oxfordgambiet
Het Oxfordgambiet is in de opening van een schaakpartij een variant in de Schotse opening.
Het heeft de volgende beginzetten: 1.e4 e5 2.Pf3 Pc6 3.Pc3 Pf6 4.d4 Lb4 5.d5 Pe4.
Eco-code C 44.